# 黑德林河
42°5′30″N 20°23′41″E / 42.09167°N 20.39472°E

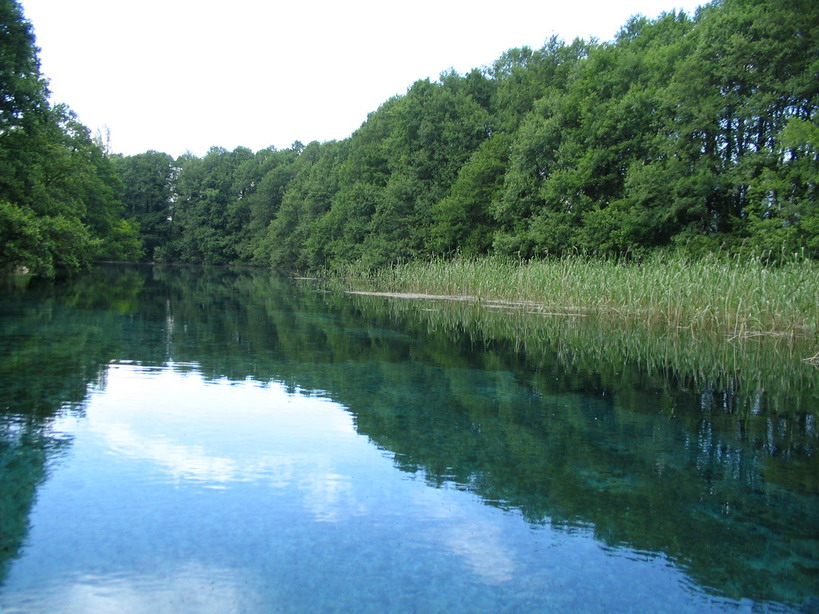

黑德林河，是東南歐的河流，位於北馬其頓和阿爾巴尼亞，發源自奥赫里德湖，在庫克斯與白德林河匯流成為德林河，河道全長149公里。